# Parque nacional de Garphyttan
El Parque nacional de Garphyttan (en sueco: Garphyttans nationalpark) es un área protegida con el estatus de parque nacional, en Kilsbergen al oeste de Örebro, en el municipio Lekeberg, parte del país europeo de Suecia. El parque nacional tiene una superficie de 1,11 kilómetros cuadrados y se estableció en 1909 como el primero de su tipo en Suecia,  pero existía de hecho ya en 1857.